# Антоніо Фейо
Антоніо Фейо (порт. António Feio; 6 грудня 1954, Мапуту — 29 липня 2010, Лісабон
) — португальський актор, режисер, радіо й тележурналіст. Лауреат премії Президента Португалії Каваку Сілви.

## Біографія
До 4-х років жив у Мозамбіку, з 11 років бере участь у театральному житті Лісабону. 
1969 він отримав професійну акторську освіту у театральній групі Лаура Алвес, і повернувся до Мозамбіку, гастролюючи з п'єсою «Компрадор де Хорас». Потім він відійшов від театру і працював дизайнером в архітектурній компанії. 1974 знову опинився у Театрі експериментів де Кашкайш. Багато гастролював із провідними португальськими колективами.  
Займався телебаченням, вів на радіо сатиричні програми, відкрив власну студію професійного акторського мистецтва.
У 55 років захворів на рак підшлункової залози і за кілька місяців помер.